# Utricularia uliginosa
Utricularia uliginosa är en tätörtsväxtart som beskrevs av Vahl. Utricularia uliginosa ingår i släktet bläddror, och familjen tätörtsväxter. Inga underarter finns listade i Catalogue of Life.

## Bildgalleri

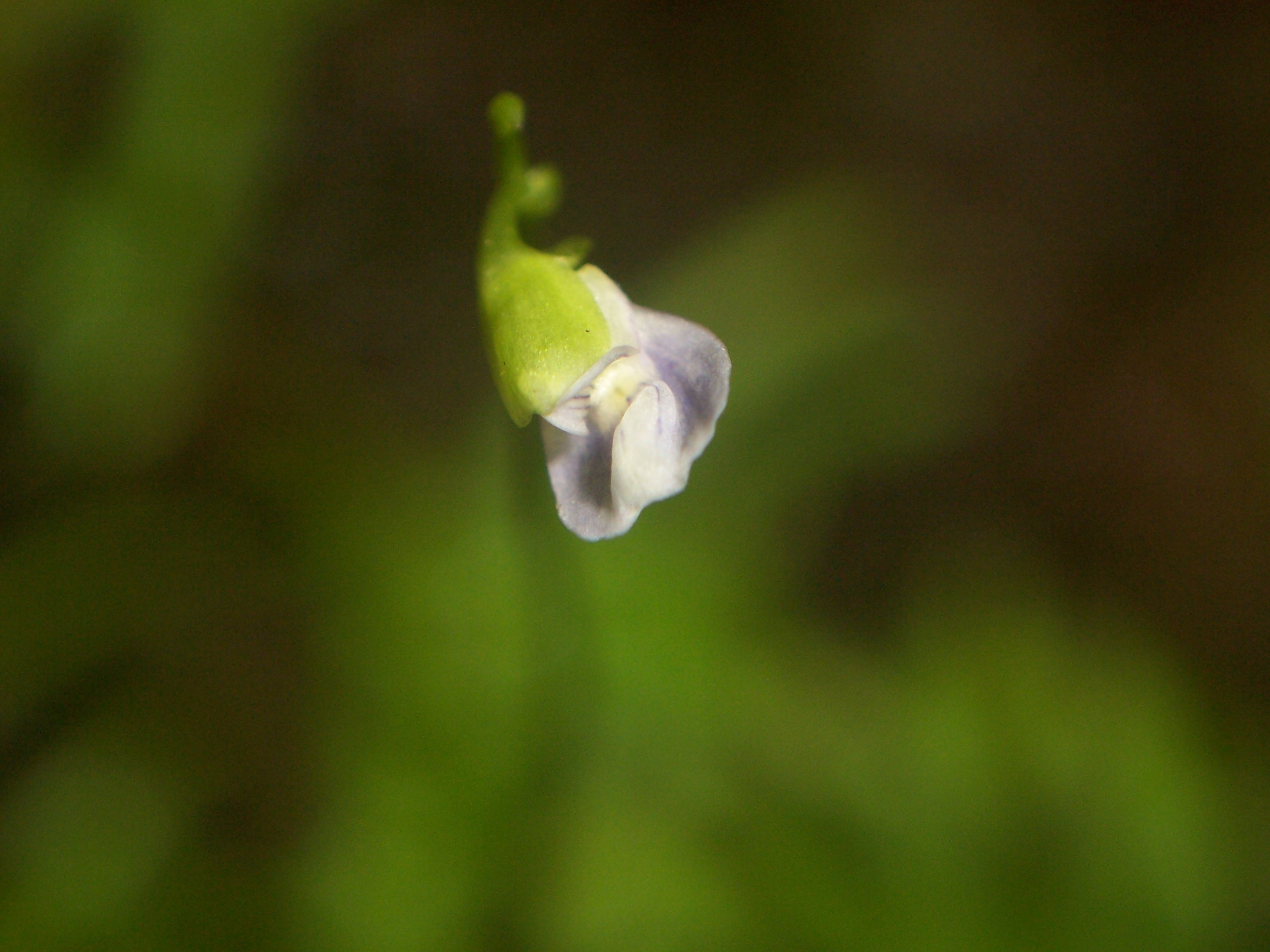
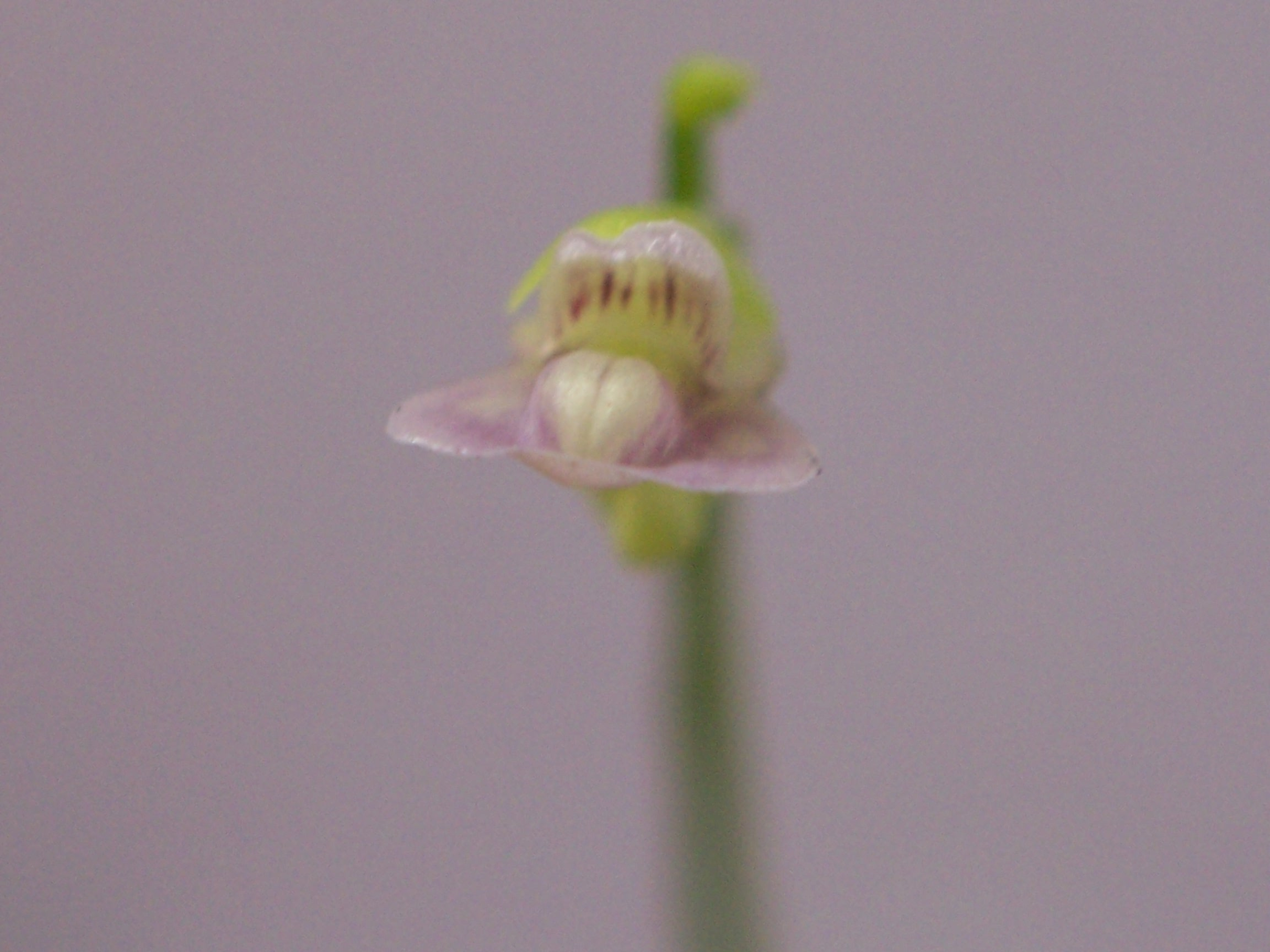
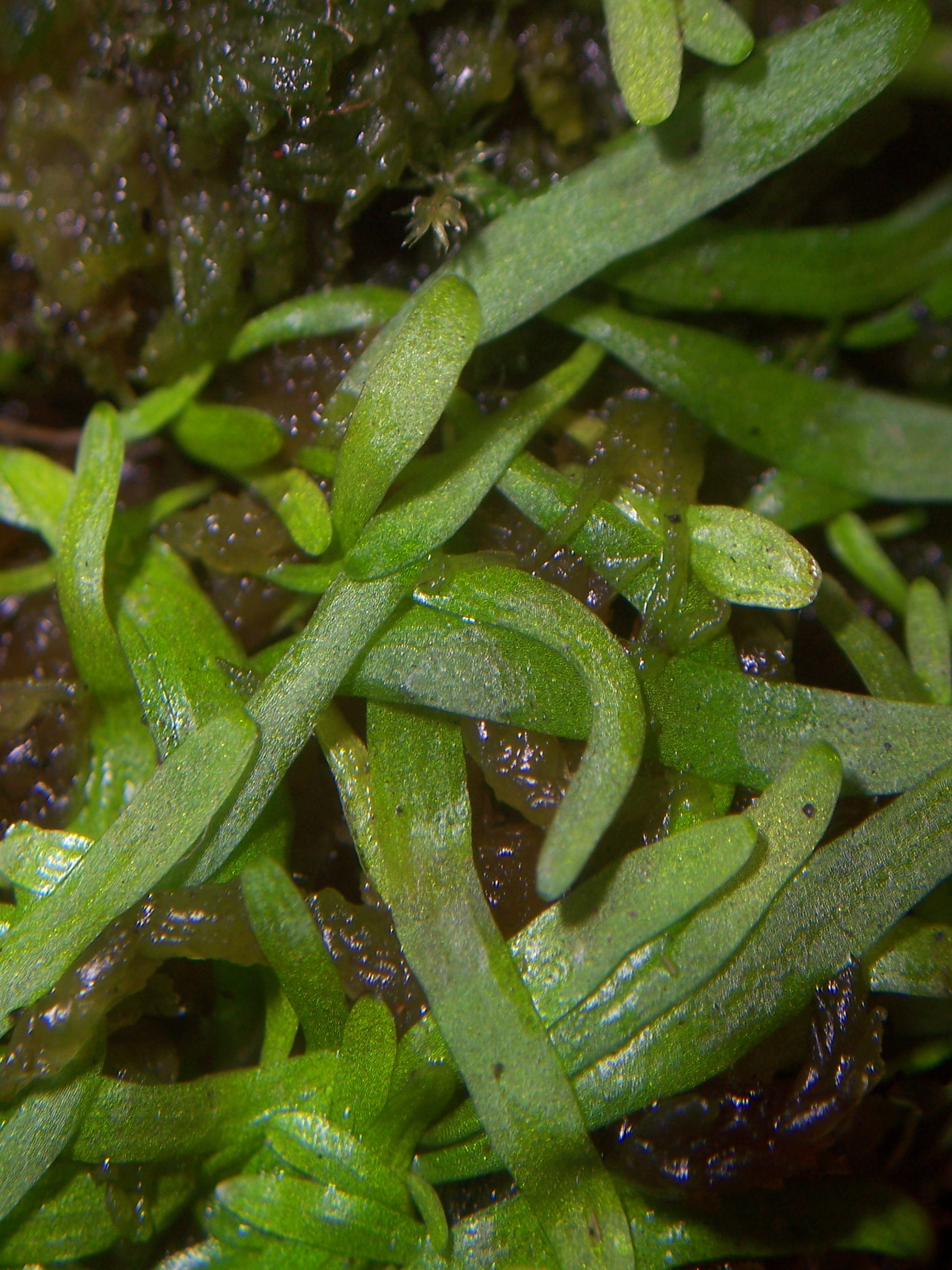